# 조 윌리엄스 (쿡 제도)
조지프 조지 윌리엄스(Joseph George Williams QSO QSM, 1934년 10월 4일 ~ 2020년 9월 4일)는 쿡 제도의 의사 · 정치인이다. 1999년에 4개월 동안 쿡 제도의 제5대 총리를 맡았다. 의사로서는 림프사상충증 퇴치에 공헌했다.
2020년 8월 13일 뉴질랜드 오클랜드에서 코로나19 확진을 받았다. 투병 중 9월 4일 사망했다.